# Маркова, Татьяна Николаевна
Татьяна Николаевна Маркова (до 2017 — Красильникова; род. 16 августа 1998, Бор, Нижегородская область) — российская волейболистка, связующая. 

## Биография
Начала заниматься волейболом в 2010 году в физкультурно-оздоровительном комплексе «Кварц» города Бора Нижегородской области. Первый тренер — Светлана Борисовна Любчич. В 2015 была принята в волейбольную команду «Спарта» (Нижний Новгород), за которую неизменно выступала на протяжении 7 сезонов, в 2020 дебютировав в её составе в суперлиге чемпионата России. С 2022 играла за «Липецк» и «Протон», а в 2024 завершила игровую карьеру.  

### Клубная карьера
- 2015—2022 —  «Спарта» (Нижний Новгород) — высшая лига «А» и суперлига;
- 2022—2023 —  «Липецк» (Липецк) — суперлига.
- 2023—2024 —  «Протон» (Саратов) — суперлига.

## Достижения
- победитель (2019) и двукратный бронзовый призёр (2016, 2020) чемпионатов России среди команд высшей лиги «А».